# Alibeyçiftliği, Çan
Alibeyçiftliği là một xã thuộc huyện Çan, tỉnh Çanakkale, Thổ Nhĩ Kỳ. Dân số thời điểm năm 2011 là 75 người.